# كلا إيج
كلا إيج (بالإنجليزية: Kola Ige)‏ هو لاعب كرة قدم نيجيري في مركز حراسة المرمى، ولد في 28 ديسمبر 1985 في نيجيريا. لعب مع بايلسا يونايتد وشوتينغ ستارز.

## وصلات خارجية
- كلا إيج على موقع الاتحاد الدولي (مؤرشف)  (الإنجليزية)
- كلا إيج على موقع قاعدة بيانات كرة القدم.إي يو (الإنجليزية)